# Забродина, Евдокия Ивановна
Евдоки́я Ива́новна Забро́дина (22 июня 1922, Манаёнки, Арсеньевский район, Тульская область — 22 июля 2001, Дмитров, Московская область) — советский библиотечный деятель. Заведующая Коротнинской сельской библиотекой Горномарийского района Марийской АССР (1955—1977). Заслуженный работник культуры РСФСР (1968). Участница Великой Отечественной войны. Член ВКП(б).

## Биография
Родилась 22 июня 1922 года в с. Манаёнки ныне Арсеньевского района Тульской области. Окончила Московский библиотечный институт.
С февраля 1942 года участница Великой Отечественной войны: доброволец РККА, младшая медсестра эвакогоспиталя № 3428 (до 1946 года).
В 1947 году была направлена библиотекарем в Горномарийский район Марийской АССР: в 1947—1954 годах — заведующая Ахмыловским сельским клубом и библиотекой, в 1955—1977 годах — заведующая Коротнинской сельской библиотекой. При ней библиотека стала первым учреждением Марийской АССР, удостоенным почётного звания «Библиотека отличной работы».
Ушла из жизни 22 июля 2001 года в подмосковном Дмитрове.

## Звания и награды
- Заслуженный работник культуры РСФСР (1968)[2][3]
- Орден Отечественной войны II степени (06.04.1985)[2][3]
- Медаль «За боевые заслуги» (1945)[2][3]
- Юбилейная медаль «За доблестный труд. В ознаменование 100-летия со дня рождения Владимира Ильича Ленина»
- Почётная грамота Президиума Верховного Совета Марийской АССР (1965)[2][3]